# Prikubanski (Novokubansk)
|  | Per a altres significats, vegeu «Prikubanski». |

Prikubanski - Прикубанский (rus) és un possiólok del krai de Krasnodar, a Rússia. Es troba a la riba dreta del riu Kuban, davant d'Armavir. És a 17 km al sud-est de Novokubansk i a 172 km a l'est de Krasnodar.
Pertanyen a aquest possiólok els possiolki de Pervomaiski, Peredovoi i Vessioli, l'stanitsa de Kossiakinskaia i el khútor de Górkaia Balka.